# Arkitekturteori
Arkitekturteori undersöker bland annat arkitekturens historiebeskrivning.
Arkitekturteori innebär att tänka, diskutera, eller ännu viktigare, skriva om arkitektur. Arkitekturteori lärs ut i de flesta arkitekturskolor och praktiseras av världens främsta arkitekter.
Arkitekturteorin får sin form i föreläsningar eller dialog, och publiceras som föredrag eller böcker, eller formar projekt och tävlingsbidrag. Teorin är ofta didaktisk och arkitekturens teoretiker tenderar att stanna i närheten av eller arbete inifrån skolan.
Arkitekturteorin har i någon form funnits sedan antiken och har sedan bokkonsten blev spridd fått en ökad rikedom. Under 1900-talet publicerades i böcker, tidningar och tidskrifter i en aldrig tidigare skådad mängd arbeten av arkitekter och arkitekturkritiker. Som ett resultat av detta har stilar och rörelser bildats och lösts upp mycket snabbare än vad tidigare varit fallet. Det kan förväntas att med användningen av Internet kommer dialogen om arkitekturen att bli ännu mer omfattande under det tjugoförsta århundradet.

## Historia

### Antiken
Det finns inte mycket information om eller bevis för någon betydande arkitektonisk teori under antiken, förrän fram till första århundradet f.Kr., med det arbete som skrevs av Vitruvius. Men det betyder inte att sådana arbeten inte har funnits. Många verk överlevde aldrig antiken, och brännandet av Biblioteket i Alexandria ger ett mycket bra exempel på detta. 
Vitruvius var en romersk författare, arkitekt och ingenjör, aktiv under första århundradet f.Kr. Han var den mest framträdande arkitektoniska teoretikern i det romerska imperiet, känd för att ha skrivit "Om arkitekturen", i dag känd som Tio böcker om arkitektur, en avhandling skriven på latin om arkitektur, och tillägnad kejsaren Augustus. Det är det enda kvarvarande stora verket om arkitektur från antiken. Den skrevs förmodligen mellan år 27 och 23 f.Kr. Verket är indelat i tio avsnitt eller "böcker", det täcker nästan alla aspekter av romersk arkitektur, från stadsplanering, material, dekorationer, tempel, vattenförsörjning, etc. Den berömda kolonnordningen som vi kan se i varje klassisk arkitektur definieras strikt i böckerna. I verket finns också de tre grundläggande lagarna som arkitekturen måste följa, för att kunna bedömas som sådan: firmitas, utilitas, venustas: styrka, användbarhet (i den mening som avses i funktionalitet), och skönhet. Återupptäckten av Vitruvius' arbete hade stort inflytande på renässansens arkitekter, och skapade renässansstilen. Renässansarkitekter som Niccolo Brunelleschi och Leon Battista Alberti fann i "Om arkitekturen" grunderna för att höja sin kunskapsgren till en vetenskaplig disciplin.

### Medeltiden
Under medeltiden vidareförmedlades den arkitektoniska kunskapen muntligen och tekniskt i olika byggmästarskrån. På grund av den komplicerade karaktären av nedtecknandet skrevs få exempel på arkitektonisk teori ned under denna tid. De flesta verk från denna period är teologiska, och transkriptioner av Bibeln, så de arkitektoniska teorierna var kommentarer till de byggnader som ingår. Abbot Sugers Liber de rebus in administratione sua gestis, var ett arkitektoniskt dokument som presenterade gotisk arkitektur. En annan var Villard de Honnecourt s portfölj med ritningar från omkring 1230-talet. 
I Songdynastins Kina publicerade Li Jie Yingzao Fashi 1103, som var en arkitektonisk avhandling som kodifierade delar av den kinesiska arkitekturen.

### Renässansen
Under medeltiden överlevde den vitruvianska traditionen i många manuskript, men i praktiken hade den liten betydelse. Genom den humanistiska bekantskapen med det klassiska arbetet, blev den plötsligt en norm inom arkitekturen. Detta innebar en djup diskontinuitet inom den europeiska traditionen, den medeltida arkitekturen uppfattades så småningom som något föråldrat och barbariskt och fick den nedsättande beteckningen gotiska arkitektur. 
Den första stora arbetet med arkitektonisk teori från denna period kommer från Leon Battista Alberti, De Re Aedificatoria, som placerar Vitruvius i centrum av den mest djupgående teoretiska traditionen i modern tid. Enligt Alberti definieras god arkitektur av Vitruvius triad, som definierar dess syfte. Denna triad firmitas, utilitas, venustas bevarades i hela sin giltighet till artonhundratalet.

## Några arkitekturteoretiker
| Historiska - Vitruvius - Andrea Palladio - Sebastiano Serlio - John Ruskin - Eugène Viollet-le-Duc - Karl Friedrich Schinkel - Gottfried Semper - Hans Auer - Paul Sédille - Constantin Lipsius - Richard Streiter - Hermann Muthesius Moderna - Otto Wagner - Le Corbusier - Adolf Loos - Raymond Unwin - William Pereira - Ebenezer Howard - Christian Norberg-Schulz | Postmoderna - Charles Jencks - Aldo Rossi - Demetri Porphyrios - Peter Eisenman - Robert Venturi Samtida - Kenneth Frampton - Christopher Alexander - Stan Allen - Jeff Kipnis - Rem Koolhaas - Leon Krier - Daniel Libeskind - Juhani Pallasmaa - Colin Rowe - Nikos Salingaros - Robert Somol - Bernard Tschumi - Anthony Vidler - Mark Wigley |